# Resnier de Goué

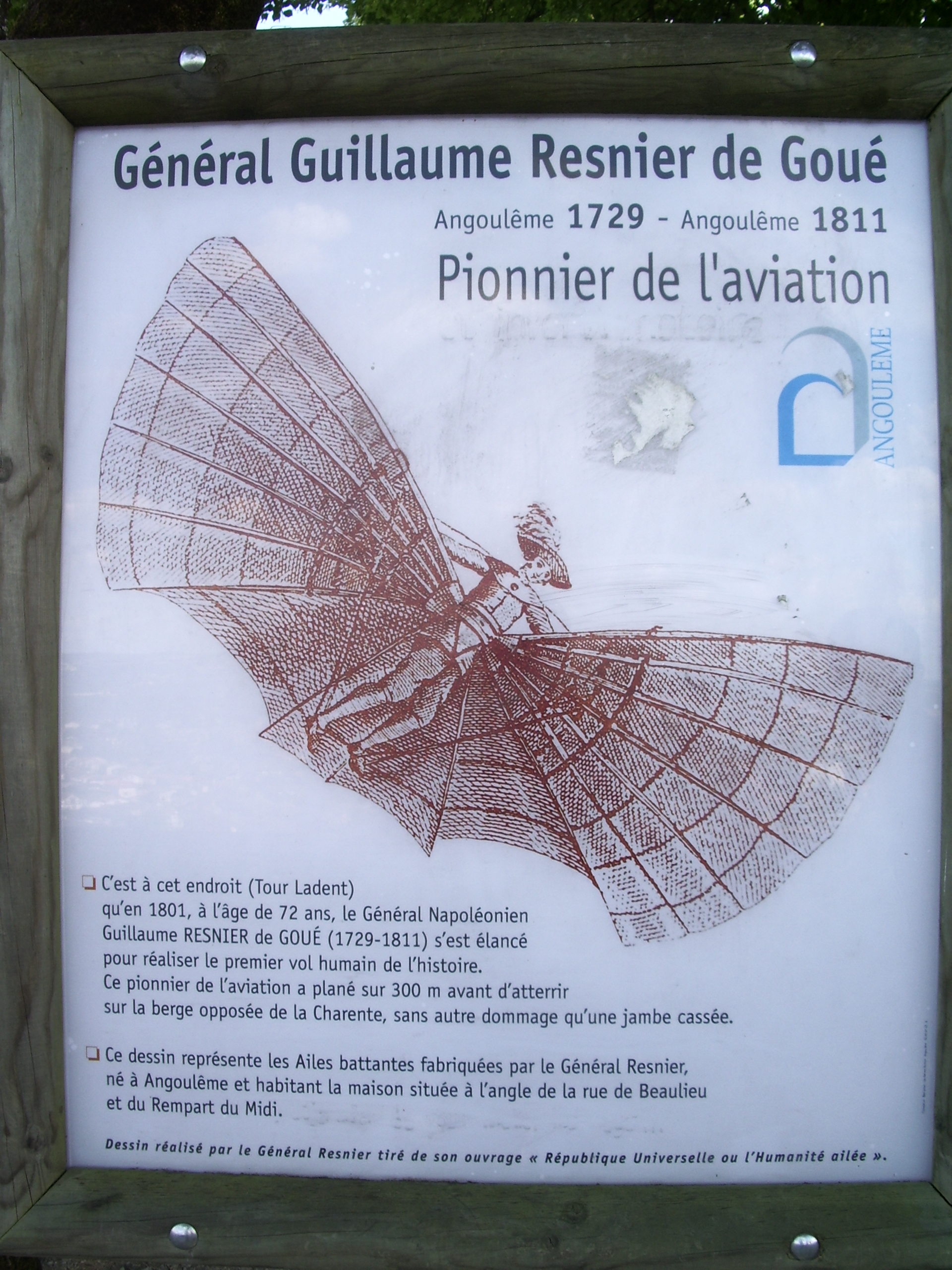
Placa em homenagem a Resnier de Goué e sua máquina voadora.

André Guillaume Resnier de Goué (Angolema, 30 de julho de 1729;  Angolema, 02 de fevereiro de 1811) foi um general francês, pioneiro da aviação e do voo a vela. 

## Biografia
Resnier de Goué se alistou no exército em 1745, sendo logo alocado no corpo de engenharia. Participou com seu regimento da tomada de uma cidade no Marrocos, onde se tornou embaixador da França em 1766. Foi designado para uma missão nas Antilhas em 1767. Recebeu a condecoração da Ordem de São Luís em 1770. Foi dispensado por razões políticas em 1794 mas foi reintegrado três meses depois. se retirou como general de brigada em 1796. Tentou conseguir alojamento como veterano em Paris, como não teve sucesso, voltou à sua terra natal. 

## A máquina voadora
A sua primeira tentativa na área do voo, descrito em seu livro La République Universelle, ocorreu em 1787 em local não especificado. Ele se lançou num aparelho de grande envergadura (6 metros) com área de asa de 17 m², preso aos braços e pernas. Esse teste redundou em falha, pois ele não conseguiu levantar voo simplesmente batendo as asas. 
Em 1801, Resnier de Goué fez mais três tentativas com sua "máquina voadora": o primeiro teste, foi um fracasso, quando ele se lançou no vazio e caiu sobre as rochas, sofrendo alguns ferimentos; a segunda tentativa teve sucesso parcial, quando ele saltou de uma ponte e caiu no rio Carântono, depois de 50 metros de voo; a terceira tentativa, foi bem sucedida, na primavera de 1801, ele voou por cerca de 300 metros depois de pular da muralha da cidade, quebrando uma das pernas na "aterrissagem".